# Любовь Яровая (телеспектакль, 1977)
«Любовь Яровая» — советский телеспектакль 1977 года режиссёра Виктора Турбина по одноимённой пьесе К. Тренёва.
Лауреат Гран-при VII-го Всесоюзного фестиваля телевизионных фильмов — «за талантливое воплощение революционной темы».

## Сюжет
Фильм-спектакль по пьесе «Любовь Яровая».
Гражданская война. Муж и жена Яровые, разлученные ещё Первой мировой войной, оказываются по разные стороны баррикад: она - красная подпольщица, он - офицер контрразведки. Догадываясь о том, что его жена связана с красным подпольем, поручик Яровой обманывает её, говоря о своём разочаровании в белых и желании помочь красным. Любовь Яровая, поверив обману, выдаёт мужу место встречи подпольщиков, которых по её вине арестовывает контрразведка. Когда Красная Армия отбивает город, поручик Яровой пытается спрятаться у жены, но она сообщает красным, где прячется муж. "Вы всегда были нашим верным товарищем", говорит ей председатель ревкома. "Нет, я только теперь стала вашим верным товарищем", отвечает она.

## В ролях
| Актёр                | Роль                                                         |
| -------------------- | ------------------------------------------------------------ |
| Инна Чурикова        | Любовь Яровая                                                |
| Алла Демидова        | Павла Петровна Панова                                        |
| Андрей Мартынов      | Роман Кошкин                                                 |
| Леонид Филатов       | Михаил Яровой, поручик                                       |
| Валерий Золотухин    | Фёдор Швандя                                                 |
| Никита Подгорный     | полковник Малинин                                            |
| Григорий Абрикосов   | полковник Кутов                                              |
| Олег Табаков         | Аркадий Петрович Елисатов, журналист, «общественный деятель» |
| Евгений Стеблов      | Иван Колосов, телефонист                                     |
| Геннадий Сайфулин    | Грозной                                                      |
| Наталья Гундарева    | Дунька (Дуня Фоминична)                                      |
| Андрей Попов         | Максим Иванович Горностаев, профессор                        |
| Ирина Гошева         | Горностаева, жена профессора                                 |
| Борис Сморчков       | Пикалов                                                      |
| Лев Дуров            | Чир                                                          |
| Михаил Зимин         | протоиерей                                                   |
| Надежда Корункова    | матушка                                                      |
| Антонина Дмитриева   | Марья                                                        |
| Сергей Еремеев       | Семён Скобцов, одноглазый беляк                              |
| Александр Яковлев    | Григорий                                                     |
| Георгий Всеволодов   | генерал                                                      |
| Валентин Смирнитский | Кузьма Ильич Костюмо, каптенармус обоза                      |
| Григорий Лямпе       | распорядитель танцев                                         |
| Сергей Юртайкин      | 1-й конвойный                                                |
| Леонид Платонов      | 2-й конвойный                                                |